# North American XB-28
Die North American XB-28 (Modell NA-63 und NA-67) wurde Anfang der 1940er Jahre von North American Aviation als mittelschwerer Höhenbomber entwickelt. Nur zwei Flugzeuge wurden gebaut.

## Entwicklungsgeschichte
Der Auftrag für die Entwicklung und den Bau von drei Prototypen des ursprünglich als Höhenversion der B-25 Mitchell geplanten Modells wurde am 13. Februar 1940 erteilt. Während der Entwicklung des Flugzeuges bekam der Entwurf ein völlig neues Design, das stark an die Martin B-26 Marauder erinnerte. Der runde Rumpf mit einer Druckkabine für fünf Besatzungsmitglieder und das einfache Leitwerk am Heck sind die größten Unterschiede zur B-25.
Angetrieben wurde der XB-28 von zwei leistungsstarken Pratt & Whitney R-2800-11 mit Turbolader, die eine Leistung von 1.491 kW (2.000 PS) abgaben. Der Antrieb verhalf der XB-28 zu einer Höchstgeschwindigkeit von 446 km/h in 7620 m Höhe.
Als Abwehrbewaffnung waren fernbediente Abwehrtürme am Heck vorgesehen, die am Rumpfrücken und am Rumpfboden angebracht waren. Sie verfügten über jeweils zwei Maschinengewehre vom Kaliber 12,7 mm und wurden durch einen hinter dem Piloten sitzenden Schützen fernbedient. Das Ausrichten der MGs geschah durch ein Periskopsystem. Zur Verteidigung nach vorne waren zwei bis drei 12,7-mm-MGs vorgesehen. Als Abwurfmunition wurden bis zu 2722 kg (6000 pounds) vorgesehen, die über eine Entfernung von 3280 km (2040 Meilen) transportiert werden sollten.
Der Erstflug der XB-28 (40-3056, c/n 63-2233) erfolgte am 26. April 1942 (andere Quellen nennen den 24. April) mit Testpilot Edward Virgin an Bord. Obwohl die Leistungen der XB-28 wesentlich besser waren als die der B-25, ging sie nicht in Serienfertigung. Die B-25 und die B-26 waren bereits in Großserienfertigung und die A-26 war in der Entwicklung. Die Bombardierung von Zielen aus großen Höhen konnte nicht sonderlich genau sein, weil Wolkenbildung und Winde das Zielen erschwerte.
Die USAAF lehnte die XB-28 als Bomber ab und der Auftrag für den zweiten Prototyp wurde zurückgezogen, welcher daraufhin nicht mehr fertiggestellt wurde. Ein dritter Prototyp als XB-28A mit der firmeninternen Bezeichnung NA-67 (40-3058, c/n 67-3417) wurde als Höhenaufklärer und Forschungsflugzeug fertiggestellt, welcher am 4. August 1943 wieder mit Edward Virgin an Bord seinen Erstflug hatte. Als Antrieb wurden zwei Pratt & Whitney R-2800-27 verwendet und das Flugzeug war unbewaffnet. Nach dem Absturz der Maschine bei Rollratenversuchen durch die Testpiloten Bob Chilton und Roy Ferris infolge von starken Pendelbewegungen des Seitenruderpedals und anschließenden Kontrollverlust wurde sie am 4. August 1943 abgeschrieben und das Programm wurde eingestellt. Die beiden Piloten konnten bei dem Unfall abspringen und unverletzt gerettet werden. Der Rumpf des ersten Prototyps wurde nach dem Ende der Flugerprobung von der USAAF als Höhendruckkammer verwendet.

## Technische Daten
| Kenngröße             | Daten                                       |
| --------------------- | ------------------------------------------- |
| Besatzung             | 5                                           |
| Länge                 | 17,18 m                                     |
| Spannweite            | 22,12 m                                     |
| Höhe                  | 6,69 m                                      |
| Flügelfläche          | 62,80 m²                                    |
| Flügelstreckung       | 7,8                                         |
| Leermasse             | 11.600 kg                                   |
| Startmasse            | 16.210 kg                                   |
| max. Startmasse       | 17.728 kg                                   |
| Flächenbelastung      | 258,14 kg/m²                                |
| Triebwerke            | zwei Pratt & Whitney R-2800-11 mit 1.491 kW |
| Höchstgeschwindigkeit | 599 km/h in 7.620 m Höhe                    |
| Marschgeschwindigkeit | 410 km/h                                    |
| Dienstgipfelhöhe      | 10.213 m                                    |
| Reichweite            | 3.280 km (mit 270 kg Bombenlast)            |
| Steigrate             | 610 m/min                                   |